# Sombrero cordobés

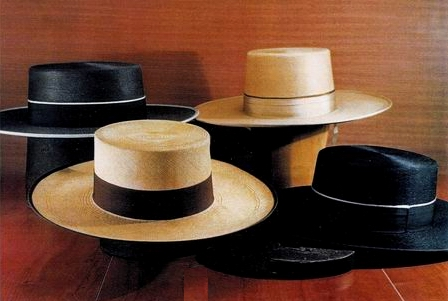
Sombreros cordobeses.

El sombrero cordobés es un sombrero tradicional fabricado en la ciudad de Córdoba y usado tradicionalmente en gran parte de Andalucía.
No existen unas medidas modelo para el sombrero cordobés, cambiando las hormas y el ala. La horma puede variar desde 10 a 12 cm, mientras que el ala puede variar entre los 8 y 12 cm de ala. En cuanto a los colores, existen muchas tipologías: marrón, gris perla, verde marino, azul marino, etc.
Sus orígenes no están claros, ya que aunque en algunos grabados del siglo XVII se puede ver a algunos jornaleros que lo visten, no fue hasta el siglo XIX y principios del siglo XX cuando se generaliza su uso. 
Algunos personajes que lo vistieron fueron el cantaor flamenco Juanito Valderrama, el rejoneador Antonio Cañero y el torero Manolete. Aparece en las pinturas de Julio Romero de Torres. También fue usado por los Beatles en su visita a España como símbolo del país. El futbolista del Real Betis, Finidi George, lo utilizó tras marcar en cada celebración.